# Villa Branca
La villa Branca (connue aussi sous le nom de Villa Henfrey-Branca) est une villa néogothique située dans la commune de Baveno en Italie.

## Histoire
La villa est construite entre 1871 et 1873 pour l'ingénieur britannique Charles Henfrey, qui la baptise « Villa Clara » en hommage à sa femme. À cette époque, la villa accueille plusieurs personnalités exceptionnelles, dont Frédéric III, futur empereur d'Allemagne et roi de Prusse, ainsi que la reine Victoria du Royaume-Uni, qui y séjourne de mars à avril 1879. En 1898, la propriété est acquise par la famille Branca.
En janvier 2007, la villa est gravement endommagée par un incendie ; cependant, une restauration a ramené la résidence à sa splendeur d'origine.

## Description
La villa présente un style néogothique.